# Yeoman Island
Yeoman Island är en ö i Kanada.   Den ligger i territoriet Nunavut, i den nordöstra delen av landet, 3 000 km norr om huvudstaden Ottawa. Arean är 52 kvadratkilometer.
Terrängen på Yeoman Island är platt. Öns högsta punkt är 258 meter över havet. Den sträcker sig 9,8 kilometer i nord-sydlig riktning, och 9,6 kilometer i öst-västlig riktning.
Trakten runt Yeoman Island består i huvudsak av gräsmarker.